# Christian Schiffmacher
Christian Schiffmacher (geboren im 20. Jahrhundert) ist ein deutscher Wirtschaftsjournalist und Portfoliomanager.
Schiffmacher war von November 2002 bis September 2006 Chefredakteur des GoingPublic Magazins (als Nachfolger von Karim Serrar und Vorgänger von Falko Bozicevic) und zuvor Chefredakteur von GoingPublic Online, einem auf Börse und Kapitalmarkt spezialisierten Fachmedium. In dieser Funktion wurde er u. a. in Zeitungen wie der Welt oder der FAZ als Experte zitiert. Ende 2006 gründete er Institutional Investment Publishing, einen auf REITs bzw. Bonds spezialisierten Fachverlag, wo er Chefredakteur des Real Estate Magazins ist.
Im Jahr 2011 stieg er als Partner bei der Corporate-Finance-Gesellschaft Corevalue ein. Zu seinen sonstigen unternehmerischen Tätigkeiten gehören noch die Gesellschaften Pollux Grundbesitz und Der gemeinsame Vertreter Media.

## Veröffentlichungen
- mit Christian Humlach: Bondbook – Alles über Anleihen 2009/10: Emission, Restrukturierung, Investment, Institutional Investment Publishing, ISBN 3-981333-10-1.
- mit Frank Günther: Bondbook: Restrukturierung von Anleihen, Institutional Investment, Eschbach 2014, ISBN 3-981333-12-8.
- mit Tibet Neusel (als Hrsg.): Achtung Anleihe!: Anleihen in der Krise, Institutional Investment, Eschbach 2014, ISBN 3-981333-13-6.